# Violette admirable
Viola mirabilis
Espèce
Classification phylogénétique
La Violette admirable ou Violette étonnante (Viola mirabilis) est une espèce de plantes à fleurs de la famille des Violaceae originaire d'Eurasie.

## Description
C'est une plante herbacée vivace.

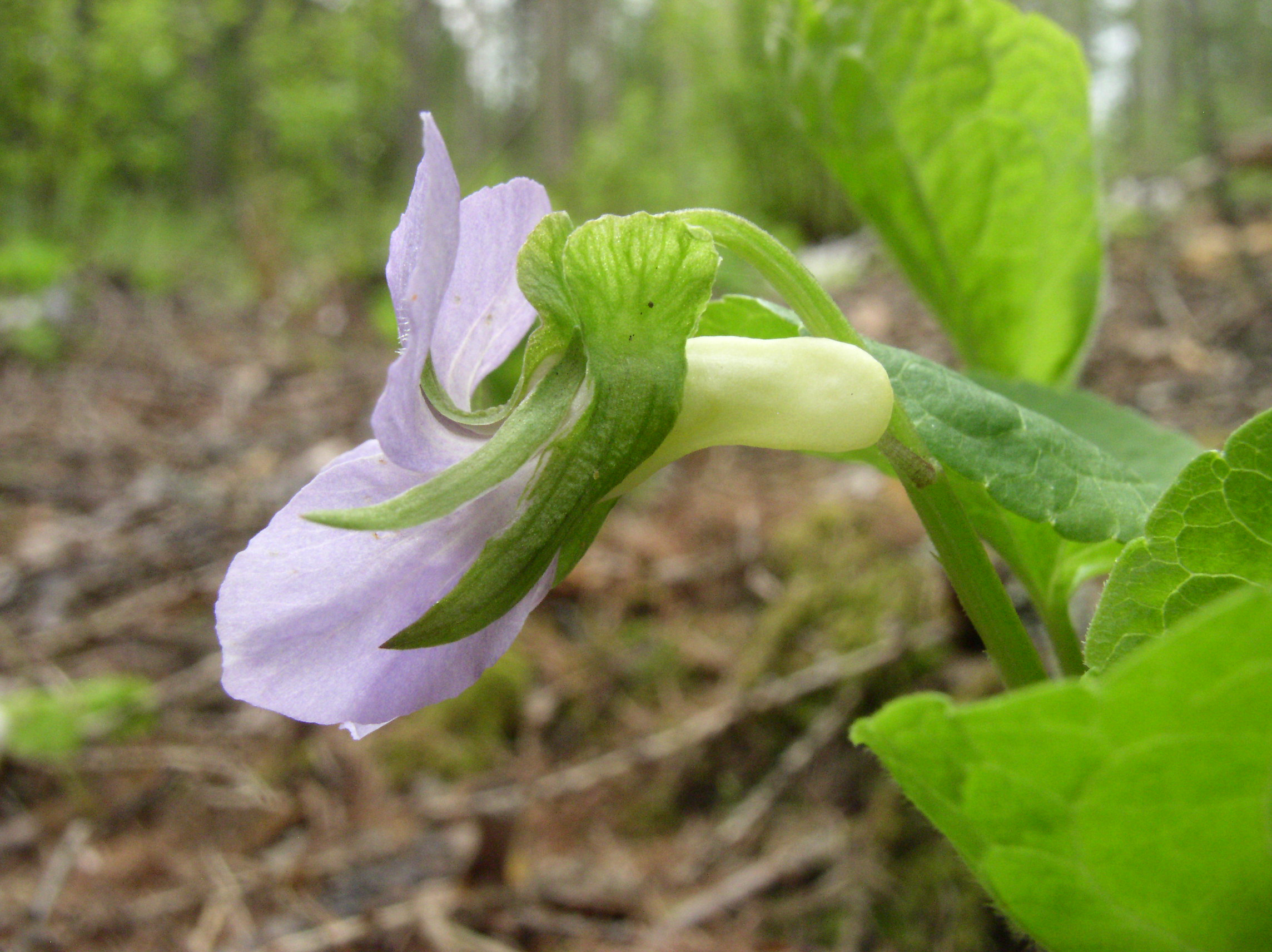

Les fleurs sont de couleur lilas pâle, parfumées, atteignant 20 mm, et munies d'un éperon blanchâtre à vert pâle (certaines fleurs ne s'ouvrent pas). 
Les feuilles sont grandes, cordées.

## Habitats
Bois et fourrés, à l'ombre.

## Répartition
Europe et Asie. France : Lorraine, Bourgogne, Savoie, Dauphiné, Cévennes.

## Statut de protection
En France, l'espèce figure sur la liste des plantes protégées en Franche-Comté.